# Ádahooníłígíí
Ádahooníłígíí (átàhòːníɬíkíː，在纳瓦霍语中是当前事件之意)是1940年代和1950年代早期美国西南部出版的一份月报。它是继《切罗基凤凰》之后第二份以印第安语书写的报纸。它是以纳瓦霍语出版的首份报纸，也是迄今唯一全部以纳瓦霍语书写的该类出版物。